# Merry Christmas Mr. Lawrence
Merry Christmas Mr. Lawrence, también conocida como Furyō y Feliz Navidad, Mr. Lawrence en países de habla hispana, es una película británica-japonesa dirigida por Nagisa Ōshima y estrenada el 10 de mayo de 1983. Se basa en The Seed and The Sower, una novela autobiográfica escrita por Laurens van der Post. Fue protagonizada en sus papeles principales por David Bowie, Ryūichi Sakamoto, Takeshi Kitano y Tom Conti.
La música, compuesta por Sakamoto, obtuvo el premio Bafta a mejor banda sonora en 1984 y contiene algunas de las composiciones más populares del artista japonés. Oshima, por su parte, obtuvo una nominación a la Palma de Oro en el Festival de Cannes de 1983.

## Argumento
Java, Indonesia, 1942. Durante la Segunda Guerra Mundial, el mayor británico Jack Celliers (David Bowie) es enviado a un campo de prisioneros japonés tras ser capturado. El comandante del campo, el capitán Yonoi (Ryūichi Sakamoto), impone valores como la disciplina, el honor y la gloria al más puro estilo nipón, pero su celo oculta una homosexualidad reprimida ya que desvelarla le reportaría la ignominia absoluta. El capitán, en su extremo celo en el honor y la gloria, afirma que los soldados aliados son cobardes al entregarse en vez de suicidarse. Sin embargo, Yonoi se enamora de Celliers, provocando tensiones entre guardianes y prisioneros, a lo que se debe añadir el choque de la mentalidad nipona contra la británica. Uno de los prisioneros, el teniente coronel John Lawrence (Tom Conti), tratará de explicar a sus compañeros la forma de pensar de los japoneses, pero estos le considerarán un traidor.

## Reparto
- David Bowie como Jack "Strafer" Celliers
- Tom Conti como John Lawrence
- Ryūichi Sakamoto como Capitán Yonoi
- Takeshi Kitano como sargento Gengō Hara
- Jack Thompson como Hicksley
- Johnny Okura como Kanemoto
- Alistair Browning como De Jong
- Yūya Uchida como Comandante de la prisión militar
- Ryūnosuke Kaneda como Presidente del tribunal
- Takashi Naitō como Teniente Iwata
- Tamio Ishikura como Fiscal
- Rokkō Toura como Intérprete
- Kan Mikami como Teniente Itō
- Yūji Honma como Yajima
- Daisuke Iijima como Cabo Ueki
- Hideo Murota como Nuevo Comandante de la prisión militar
- Barry Dorking como Doctor
- Geoff Clendon como Doctor australiano
- Chris Broun como Jack Celliers (joven)
- James Malcolm como Hermano de Celliers

## Recepción
Le película obtiene una recepción positiva en los portales de información cinematográfica. La revista Fotogramas le concede 4 de 5 estrellas.
En IMDb, con 13 087 valoraciones, obtiene una puntuación de 7,3 sobre 10.

"Recordé haber visto esta película cuando era más joven y me afectó mucho. La volví a ver recientemente y no ha perdido nada de su impacto. La actuación en la película es adecuada sin ser nunca sublime (...) sin embargo (...) una vez que te ves envuelto en la atmósfera te olvidas de cualquier carencia. (...) Es una de las representaciones más precisas de la naturaleza humana en la guerra. (...) La violencia es gráfica e impactante a pesar de que carece del realismo visceral de las últimas películas de guerra de Spielberg. El final todavía me afecta incluso después de repetidos visionados. En general la recomiendo para cualquier persona interesada en una película no estereotipada sobre la guerra. Aunque no es para los débiles de corazón.
Crítica de Inakaguy en IMDB 

En FilmAffinity, con 2751 votos, tiene una calificación de 6,8 sobre 10.

"Obra maestra de Nagisa Oshima, basada en la novela La semilla y el sembrador de Sir Laurens van der Post, en la que se realzan todos los valores humanos y las relaciones entre prisionero y carcelero, y en la que se tratan todas las injusticias que trae consigo una guerra con suma crudeza e hiperrealismo. La música de Sakamoto es excelente y las interpretaciones brillantes todas... David Bowie ofrece un Capitán Celliers que es, de lejos, el mejor papel de su carrera. Por su parte las conversaciones de Tom Conti y el genio Takeshi Kitano son impagables...".
Crítica de Borja Murel en FilmAffinity 